# Ewald Gerrich
Ewald Gerrich (* 4. Juni 1901 in Berlin; † 16. März 1985 in Braunschweig) war ein deutscher Politiker (SPD).
Gerrich besuchte zunächst die Volksschule, wechselte dann auf die Fortbildungsschule sowie  Wirtschaftsschule der Gewerkschaften. Er besuchte die Hochschule für Politik und nahm eine berufliche Tätigkeit als Schlosser, technischer Angestellter, Bauhandwerker sowie zuletzt als Geschäftsführer. Gerrich war seit 1918 Mitglied der Gewerkschaft IG Metall. Bereits im Alter von fünfzehn Jahren wurde er Mitglied der Sozialistischen Arbeiterjugend, später trat später als Mitglied in die SPD ein.
Gerrich wurde zum Mitglied des Niedersächsischen Landtages in der fünften und sechsten Wahlperiode zwischen 1963 und dem 20. Juni 1970 gewählt. Der Landtag wählte ihn zum Mitglied der ersten Bundesversammlung, die 1949 Theodor Heuss zum Bundespräsidenten wählte.

## Quelle
- Barbara Simon: Abgeordnete in Niedersachsen 1946–1994. Biographisches Handbuch. Hrsg. vom Präsidenten des Niedersächsischen Landtages. Niedersächsischer Landtag, Hannover 1996, S. 117.